# 丹麥的阿貝爾
阿貝爾（丹麥語：Abel，1218年—1252年6月29日），丹麥與文德人的國王，石勒蘇益格公國統治者阿貝爾家族的始祖。

## 生平
阿貝爾於1218年出生，同年異母兄瓦爾德馬被瓦爾德馬二世封為共治國王時，兄長埃里克亦受封為石勒蘇益格公爵。1231年瓦爾德馬突然去世，埃里克於1232年5月30日在隆德主教座堂加冕為共治國王及王儲，便將石勒蘇益格公爵的爵位讓予弟弟阿貝爾。1237年，阿貝爾娶荷爾斯泰因伯爵阿道夫四世的女兒荷爾斯泰因的瑪蒂爾達為妻，翌年岳父阿道夫四世退隱至基爾的方濟各修道院（Franciscan Friary），阿貝爾成為兩位未成年的荷爾斯泰因伯爵約翰一世與格哈特一世的監護人及攝政。
1241年，瓦爾德馬二世逝世，埃里克四世繼承王位。埃里克四世即位的翌年，便與阿貝爾發生衝突，兩人的衝突直至1244年，共同計劃向愛沙尼亞發動十字軍東征為止。
1246年，埃里克四世企圖恢復瓦爾德馬二世在位時失去的土地，率領丹麥軍隊入侵荷爾斯泰因，阿貝爾是兩位荷爾斯泰因伯爵的監護人及攝政，所以希望逼使兄長放棄此次入侵。翌年，阿貝爾在兩位弟弟洛蘭島及法爾斯特島總督克里斯托弗及布萊金厄公爵克努特與漢薩同盟城市呂貝克支持下，入侵日德蘭及菲因島，並搜掠及焚燒蘭訥斯、里伯及奧登斯。同年，埃里克四世立即報復，重新佔據里伯與阿貝爾擁有的城市斯文堡。1247年，埃里克四世奪取菲英島的阿勒斯考城堡，以及將克里斯托弗和克努特俘虜。最後由他們的姊妹勃蘭登堡藩侯約翰一世夫人蘇菲亞調停下達成和議，丹麥仍然牢牢地由埃里克四世統治。
1249年，斯堪尼的農民因為犁地金稅收而爆發暴亂，雖然最後在西蘭島的軍隊幫助下平定了，但是教會、阿貝爾及南部的德意志諸侯已連成一線，共同對抗國王埃里克四世。

### 弒兄
1249年，埃里克四世籌集軍隊東征，前去鞏固在愛沙尼亞的領土。當埃里克四世於1250年回程時，他帶領軍隊到達伦茨堡。為避免德意志諸侯的攻擊，及讓他們得知埃里克四世仍是丹麥國王。阿貝爾在石勒蘇益格的戈托爾夫城堡為埃里克四世提供住宿。當二人坐下來在大廳談話時，阿貝爾提醒埃里克四世在即位初年曾攻打此地，對他說：「你可曾記得在幾年前你的人蹂躪此城市，我的女兒為了逃命連鞋也沒穿上。」埃里克四世回答說：「足夠了，我會送她一雙鞋子。」傍晚，埃里克四世與一名德意志戰士賭博，石勒蘇益格公爵的管家萊夫·吉蒙臣（Lave Gudmundsen）帶領着一群人士衝進來並俘虜國王。他們將埃里克四世捆住並且拖出門外，上了一艘船，撐船出施萊灣。跟着有第二艘船接應。當埃里克四世聽到他的死敵萊夫·吉蒙臣的聲音，他意識到他將會被殺害，便要求讓牧師聽其最後一次的懺悔，同謀者同意了他的請求。埃里克四世被送回岸上，牧師被帶到埃里克四世前聽取懺悔，後國王又被送回海灣。其中一個綁架者的用斧頭擊殺埃里克四世。埃里克四世被斬首，其大體被放入施萊灣。第二天凌晨，兩位漁民用網將國王無頭的屍體打撈起來。他們將屍體送到石勒蘇益格的道明會修道院。埃里克四世的屍體於1258年被其弟克里斯托弗一世轉移到聖本特教堂。

### 登位
埃里克四世死後沒有男嗣，阿貝爾便有望繼承王位。阿貝爾在繼承王位前與24名貴族發出著名的誓言（丹麥語：dobbelt tolvter-ed），以澄清與弒殺埃里克四世無關。1250年11月1日，阿貝爾在維堡議會中自稱為國王。

### 死亡

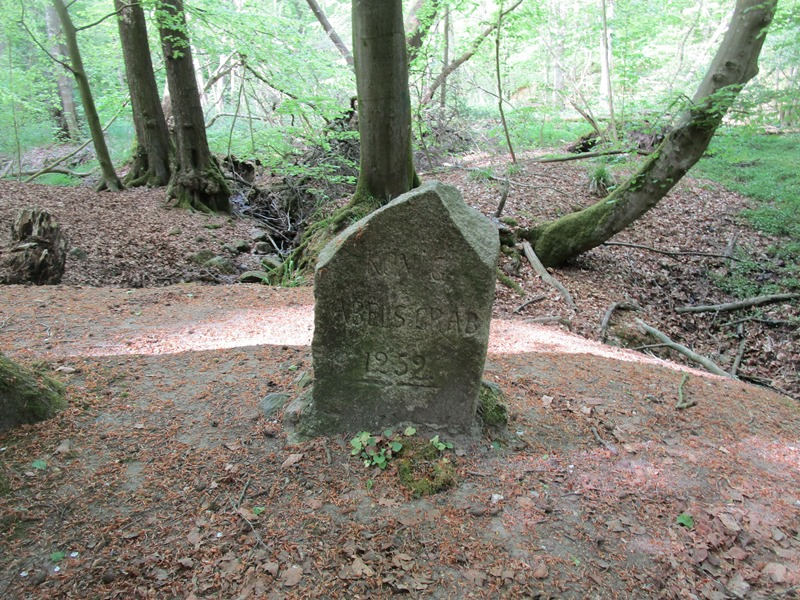
位於石勒蘇益格西北部蒂爾加滕 (石勒蘇益格)的阿貝爾的紀念碑

阿貝爾在位只有一年半。當他收到北弗里斯蘭農民拒絕繳交稅款的消息，阿貝爾便徵集軍隊去討伐這些農民，並於1252年6月29日在艾德施泰特半島被一名叫亨納（Henner）的車輪匠所殺。
阿貝爾的長子瓦爾德馬尚未成年，被科隆大主教威廉·范·傑內普控制，所以其弟克里斯托弗一世當選為丹麥國王，其後為要減少反對派的聲音，於1253年將被荷爾斯泰因伯爵處營救出來的瓦爾德馬三世封為石勒蘇益格公爵，阿貝爾家族繼續統治着石勒蘇益格直至1375年。

## 家庭
- 荷爾斯泰因的瑪蒂爾達（英语：Matilda of Holstein）（約1223-1288）：1237年結婚，荷爾斯泰因伯爵（英语：Counts of Schauenburg and Holstein）阿道夫四世（英语：Adolf IV of Holstein）之女
  - 瓦爾德馬三世（英语：Valdemar III, Duke of Schleswig）（1238-1257）：石勒蘇益格公爵
  - 蘇菲亞（1240-？）：安哈爾特-貝恩堡親王伯恩哈德一世夫人
    - 約翰一世（英语：John I, Prince of Anhalt-Bernburg）（？-1291）：安哈爾特-貝恩堡親王
    - 伯恩哈德二世（約1260-1323）：安哈爾特-貝恩堡親王

  - 埃里克一世（英语：Eric I, Duke of Schleswig）（約1241-1272）：石勒蘇益格公爵
    - 瓦爾德馬四世（英语：Valdemar IV, Duke of Schleswig）（約1262-1312）：石勒蘇益格公爵

  - 阿貝爾（英语：Abel, Lord of Langeland）（1252-1279）：朗厄蘭領主